# Steven Swirko

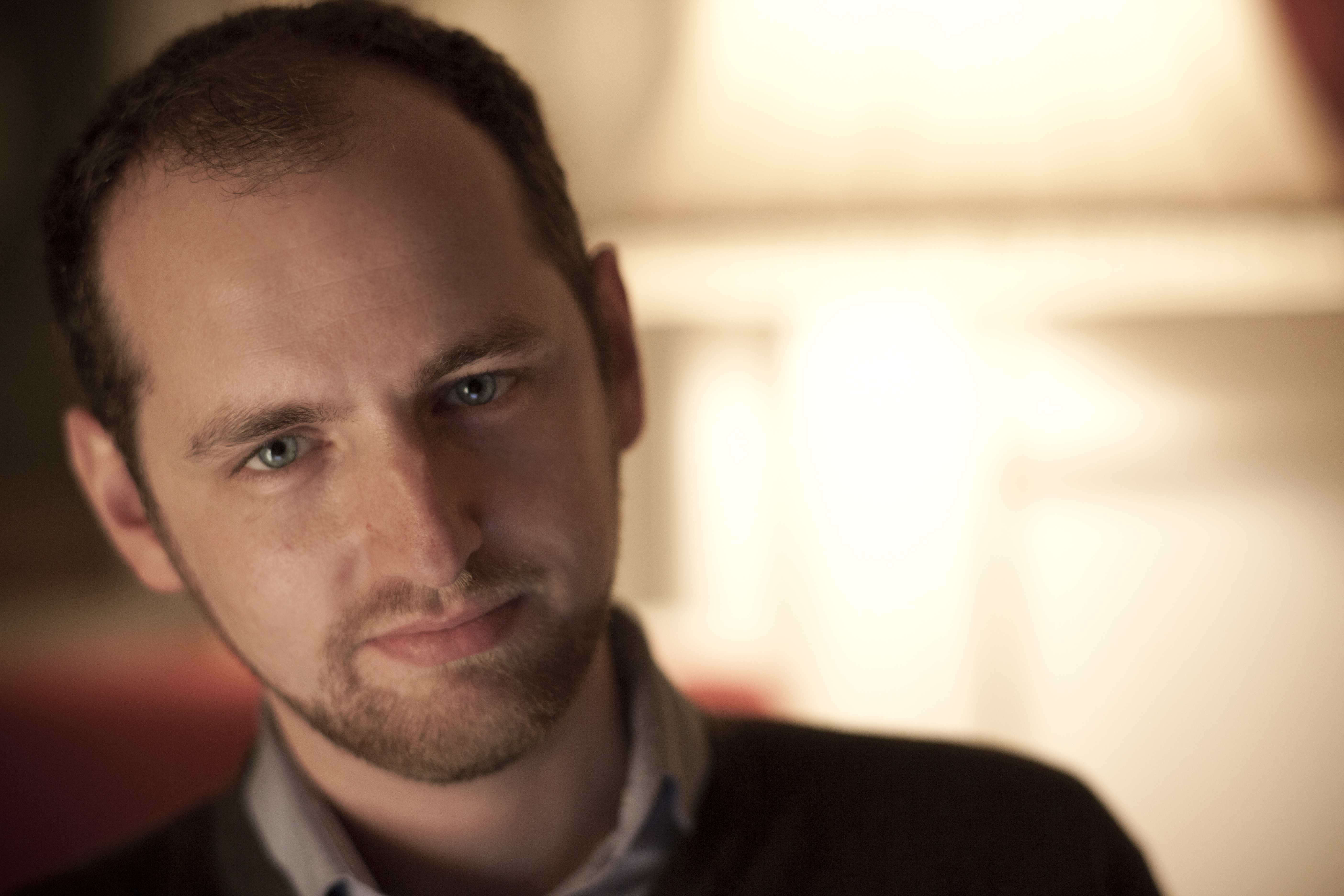
Steven Swirko

Steven Swirko (* 1984 bei Stuttgart) ist ein deutscher Filmproduzent sowie Dokumentarfilmregisseur. 

## Leben
Nachdem der Sohn eines amerikanischen Soldaten die ersten Jahre seines Lebens in den USA verbracht hatte, zog seine Familie 1988 nach Berlin. Nach dem Abitur arbeitete er als Regie- und Produktionsassistent bei verschiedenen Filmproduktionen. Schließlich absolvierte er bei der south & browse GmbH in Berlin eine Ausbildung zum Kaufmann für audiovisuelle Medien unter Frank Lukas. Nach Abschluss der Ausbildung wurde er Assistent der Produktionsleitung bei der Deutschen Fernsehwerke GmbH, wo er mehrere Werbespots produzierte. Von 2009 bis 2015 studierte er an der Universität für Musik und Darstellende Kunst/Filmakademie Wien in den Fächern Produktion und Drehbuch. Dort produzierte er unter anderem den Kurzfilm Erlösung (Regie: Mark Gerstorfer) und war als Produktionsleiter an Hüseyin Tabaks Deine Schönheit ist nichts wert (u. a. Gewinner von vier österreichischen Filmpreisen 2014) beteiligt. Der von ihm produzierte Film Ketchup Kid (Regie: Patrick Vollrath) gewann unter anderem 2013 den Preis in der Kategorie „Bester Kurzfilm/Serie/Reihe“ auf dem Deutschen Kinder-Medien-Festival Goldener Spatz. Sein Regiedebüt legte er mit dem Dokumentarfilm Michael S., versammelt ab, der ebenfalls mit mehreren Preisen ausgezeichnet wurde.

## Filmografie

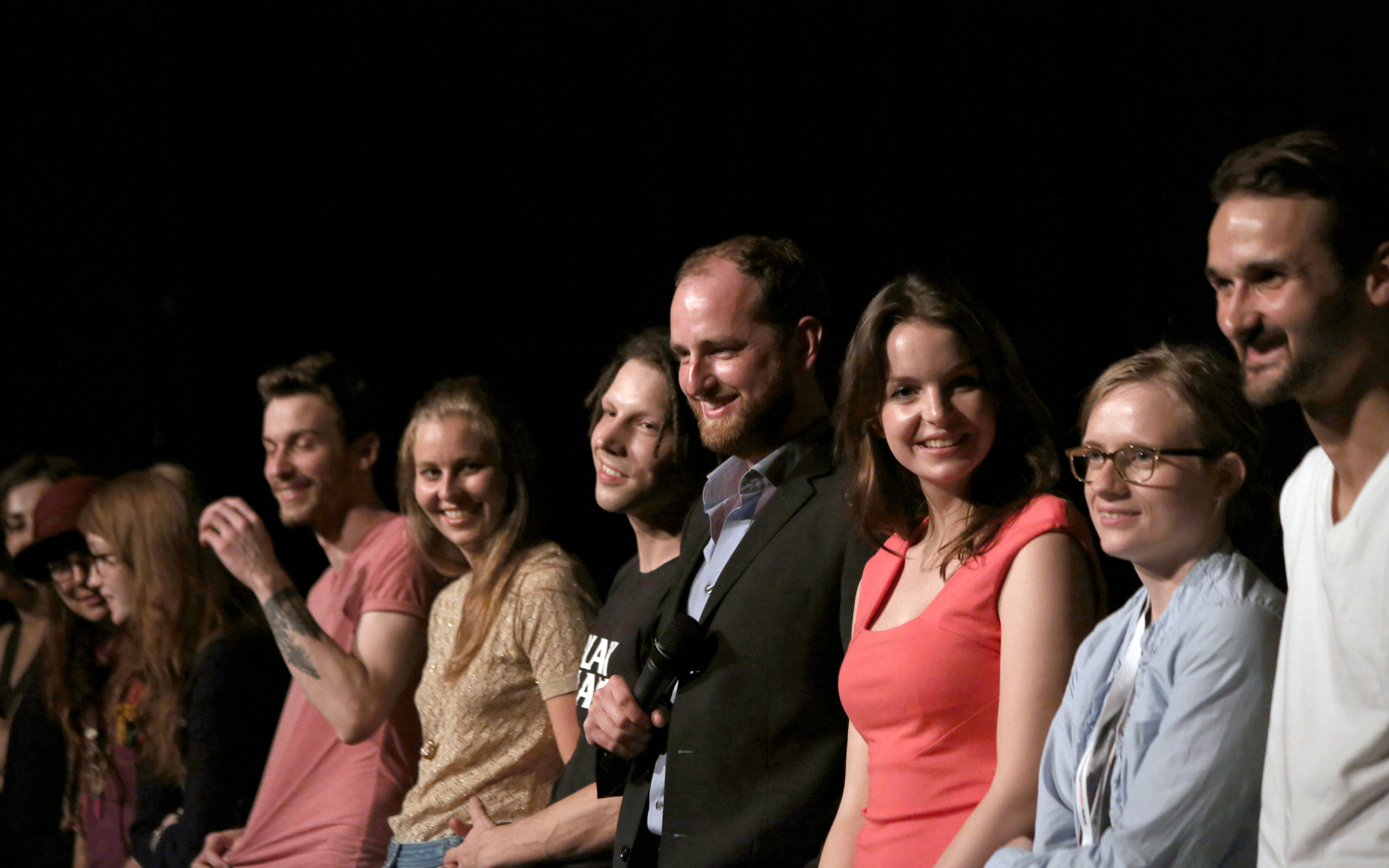
Swirko mit Regisseur Mark Gerstorfer und dem Filmteam von Erlösung (VIS 2014)

- 2006: No-Go-Area (Kurzfilm; Darsteller, Produzent)
- 2008: Wählt Peter Kurth (Kinowerbespot; Produktionsleiter)
- 2008: TIMM – Die Badehose (Fernsehwerbespot; Produktionsleiter)
- 2009: My name is Steven (Kurzspielfilm; Autor, Regisseur, Produzent)
- 2009: Fröhliche Weihnachten (Kurzspielfilm; Autor, Regisseur und Produzent)
- 2010: Ehe. (Kurzspielfilm; Autor, Regisseur und Produzent)
- 2011: Chronos (Kurzspielfilm; Produzent)
- 2011: Abschiedstournee (Spielfilm; Associate Producer)
- 2011: Deine Schönheit ist nichts wert (Spielfilm; Produktionsleiter)
- 2011: Helden aus der 3. Reihe (Kurzdokumentarfilm; Produzent)
- 2011: Gudrun von Laxenburg: Mit dem Panzer in die Disco (Musikvideo, Produktionsleiter)
- 2012: 180° (Kurzspielfilm; Produzent)
- 2012: Wer zu spät kommt (Kurzspielfilm; Produzent)
- 2013: Michael S., versammelt (Kurzdokumentarfilm; Regisseur, Produzent)
- 2013: Ketchup Kid (Kurzspielfilm; Produzent)
- 2013: Trailer für das 15. Int. Kurzfilmfestival der Filmakademie Wien
- 2014: Erlösung (Kurzspielfilm; Produzent)
- 2014: Hinter der Tür (Kurzspielfilm; Produzent)
- 2015: Ich wandere auf einem schmalen Grat (Dokumentarfilm; Produzent)
- 2015: Alfred (Kurzfilm; Produzent)
- 2015: 200 Jahre Wiener Kongress (Installation im Auftrag des Bundeskanzleramtes Österreich, Produzent und Co-Autor)
- 2016: Freiheit (Spielfilm; Produzent)
- 2016: Walk of the Mormons (Kurzdokumentarfilm; Regisseur)